# Red Dog: True Blue
Red Dog: True Blue (Siempre estarás conmigo en España) es una película de comedia familiar australiana de 2016, dirigida por Kriv Stenders, escrita por Daniel Taplitz y protagonizada por los actores Jason Isaacs, Levi Miller y Bryan Brown.

## Argumento
Mick, un niño pequeño enviado por sus padres a la granja de sus abuelos, conoce con gran sorpresa a un amigo especial, un cachorro de Kelpie con quien establece una relación profunda y conmovedora.

## Reparto
- Phoenix - Red Dog.[2]
- Levi Miller  - Mick
- Jason Isaacs - Michael Carter
- Bryan Brown - el Abuelito
- Calen Tassone -Taylor Pete
- Hanna Mangan-Lawrence - Betty
- Thomas Cocquerel - Stemple (piloto de helicóptero)
- Kee Chan - Jimmy
- Steve Le Marquand - el pequeño John